# Barcani
Barcani es una comuna ubicada en el distrito de Covasna, Rumania.

## Superficie
Posee una superficie de 65,74 kilómetros cuadrados.

## Demografía
Hasta 2021 la población era de 3822 habitantes, con una densidad de población de 58,14 habitantes por kilómetro cuadrado.